# 1996年夏季残疾人奥林匹克运动会摩洛哥代表团
1996年夏季残疾人奥林匹克运动会摩洛哥代表团是摩洛哥派出的1996年夏季残疾人奥林匹克运动会代表团。未获得奖牌。